# الجمجمة (قرية)
الجِمِجمة (بكسر الجيم والميم) من أقدم القرى في محافظة بابل، تقع في شمال شرق الحلة قرب مدينة بابل الأثرية .
- سبب التسمية:-
بعد حادثة معركة النهروان كان من استصحب الأمام علي عليه السلام من الناس يحملون بعض الشك نحوه اذا كان مستحقًا لقبه او لا فضل ساكتا واخبرهم أن يقودوا القافلة وعندما قادوها وصلوا الى نهر وتوقفوا عنده غير قادرين على المرور منه وعجزوا عن ايجاد الطريق فطلبوا منه المساعدة فقام الأمام علي ع و حفر قليلًا في الأرض ليظهر هيكل عظمي مدفون فأخذ الجمجمة وقال هي من ستدلنا على الطريق فلم يصدقوا حتى سأل الإمام علي الجمجمة (يا كركرة أين هي المعبرة؟)<كركرة أسم الهيكل العظمي> فأجابته(من هناك يا أمير المؤمنين) فصدقوه الناس وساروا معه وقيل ان في موقع هذه الحادثة بنيت القرية وسمية الجمجمة تذكيرًا لهذه الحادثة وتكريمًا لها.

## تاريخ
كثيرة هي العلامات والمعالم التي تمّيز هذه المدينة، وتقف على رأسها آثار بابل التاريخية التي احتلت مساحة واسعة فيها؛ كما يوجد فيها قصر لصدام حسين على أعلى تلة كبيرة فيها، تحول هذا القصر بجميع مرفقاته كالحدائق إلى مرفق سياحي جديد أطلق عليه اسم منتجع بابل السياحي.